# Josef Hainz
Josef Georg Hainz (* 25. September 1936 in Holzkirchen; † 20. Februar 2018 in Eppenhain im Taunus) war ein deutscher Theologe und römisch-katholischer Priester. Er lehrte als Professor für Exegese des Neuen Testament an der Johann Wolfgang Goethe-Universität Frankfurt am Main.

## Leben
Aufgewachsen in Holzkirchen als erstes Kind des Landwirts Josef Hainz und Elisabeth Hainz, geborene Manhart, besuchte Josef Georg Hainz von 1947 bis 1956 die Oberrealschule in Miesbach (Humanistischer Zweig) und das Wittelsbacher-Gymnasium in München. Nach dem Abitur 1956 begann er ein Studium der Philosophie und katholischen Theologie in Würzburg, das er 1958 in Freising fortsetzte. Im Jahr 1961 absolvierte er in Freising sein Synodalexamen. 1962 wurde er von Julius Döpfner zum Priester geweiht. Anschließend arbeitete er von 1962 bis 1964 als Kaplan in Degerndorf am Inn (heute Ortsteil von Brannenburg) und von 1964 bis 1965 als Kaplan in Miesbach.
Von 1965 bis 1968 war er als Präfekt und Dozent am Priesterseminar Freising tätig. Nach der Verlegung des Priesterseminars von Freising nach München war er 1968 bis 1972 Leiter des Studienkollegs des Priesterseminars München in der Veterinärstraße 3 („V3“). 1970 wurde er an der LMU in München zum Dr. theol. promoviert und 1974 habilitierte er sich dort  bei Otto Kuss für neutestamentliche Exegese und biblische Hermeneutik.
Von 1972 bis 1978 übernahm er die Aufgabe eines hauptamtlichen Pfarrvikars in Rappoltskirchen und war daneben ab 1975 Privatdozent an der Universität München, von 1977 bis 1980 dort Universitätsdozent und seit 1980 C2-Professor.
Ab 1981 lehrte Josef Hainz als C 4-Professor für Neues Testament an der Johann Wolfgang Goethe-Universität Frankfurt am Main. Seit dieser Zeit lebte er in Eppenhain im Taunus. In den 1980er Jahren arbeitete er mit einem kleineren Kreis von Studenten an dem Münchener Neuen Testament, das erstmals 1988 erschien. Im Jahr 2001 trat er in den Ruhestand.
Als langjähriger Bibliotheksbeauftragter des Fachbereichs Katholische Theologie der Goethe-Universität war Hainz zuständig für die Übernahme der Nachlässe von Ernst Michel, Joseph Wittig und Hans Trüb in die Fachbereichsbibliothek (heute im Archivzentrum der Universitätsbibliothek). Er initiierte bis weit in seinen Ruhestand hinein mehrere Symposien zur Auswertung dieser Nachlässe.
Nach einer Erkrankung beendete er 2003 seine akademische Tätigkeit, nahm sie von 2006 bis 2009 an der TU Darmstadt wieder auf und hielt ab 2013/14 Vorlesungen an der U3L (= Universität des 3. Lebensalters) an der Uni Frankfurt.

## Mitarbeit in Vereinen
- „Collegium Biblicum München e. V.“ (CBM), Vorsitzender von 1970 bis 2009
- „Indienhilfe e. V. (Kelkheim)“, Gründer und seit 1989 Vorsitzender
- „Bibelschule Königstein e. V.“, Gründer und Vorsitzender von 1997 bis 2009[3]

## Veröffentlichungen (Auswahl)

### Monographien
- Ekklesia. Strukturen paulinischer Gemeinde-Theologie und Gemeinde-Ordnung (= Biblische Untersuchungen. Band 9) Pustet, Regensburg 1972, ISBN 978-3-7917-0343-5; zugleich Theologische Dissertation Universität München 1970.
- Koinonia. Kirche als Gemeinschaft bei Paulus (= Biblische Untersuchungen. Band 16) Pustet, Regensburg 1982, ISBN 978-3-7917-0764-8; zugleich Habilitationsschrift Universität München 1974.
- ... zum Beispiel Rappoltskirchen. Der nachkonziliare Weg einer Dorfgemeinde. J. Hainz, Kelkheim-Eppenhain 1986.
- In den Wind gesät. Hörfunkansprachen und Predigten. Herausgegeben von Alexander Bauer. J. Hainz, Eppenhain 2002.
- Neues Testament und Kirche. Gesammelte Aufsätze. Pustet, Regensburg 2006, ISBN 978-3-7917-2034-0.
- Familienbuch der Familien Hainz und Manhart, Hartl, Wenzin und Spiegler. J. Hainz, Eppenhain 2011.
- Die Bibel – mein Leben. J. Hainz, Eppenhain 2012.
- Dankbare Rückschau. Prof. Dr. Josef Hainz erzählt über sein Leben. J. Hainz, Eppenhain 2013.

### (Mit-)Herausgeberschaften
- (Hrsg.), Collegium Biblicum München e.V. (Herausgebendes Organ), Kirche im Werden. Studien zum Thema Amt und Gemeinde im Neuen Testament, Schöningh, München, Paderborn, Wien 1976, ISBN 978-3-506-73902-5.
- (Hrsg.), Georg Richter (Autor), Studien zum Johannesevangelium (= Biblische Untersuchungen, Band 13), Pustet, Regensburg 1977, ISBN 978-3-7917-0486-9.
- (Hrsg.), Collegium Biblicum München e.V. (Erstellung), Münchener Neues Testament. Studienübersetzung, Patmos, Düsseldorf 1988, ISBN 978-3-491-71083-2.
- (Hrsg.), Collegium Biblicum München e.V. (Hrsg.), Synopse zum Münchener Neuen Testament, (= Evangelia (dt.)), Patmos, Düsseldorf 1991, ISBN 978-3-491-71102-0.
- (Hrsg.), Collegium Biblicum München e.V. (Hrsg.), Theologie im Werden. Studien zu den theologischen Konzeptionen im Neuen Testament, Schöningh, Paderborn, München, Wien, Zürich 1992, ISBN 978-3-506-73903-2.
- (Autor), Hans-Georg Lubkoll (Autor), Odilo Lechner (Beratung), Die blaue Bibel. Die Heilige Schrift im Überblick, Verlage Parzeller (Fulda), Butzon und Bercker (Kevelaer), u. a. 1992, ISBN 978-3-7900-0210-2.
- (Autor), Hans Georg Lubkoll (Autor), Odilo Lechner (Mitwirkung), Rinaldo Fabris (Hrsg.), La Bibbia blu. Sguardo panoramico sulla Sacra Scrittura, Messaggero, Padova, und Queriniana, Brescia 1993, ISBN 88-250-0241-6.
- (Hrsg.), Feuer muß brennen. Dörfer für Indien. Festschrift für P. Michael A. Windey SJ zum 75. Geburtstag am 28. April 1996 von seinen Freunden in Europa.  Gebundene Ausgabe, Kelkheim-Eppenhain, Selbstverlag., 2. Aufl. (1996).
- (Hrsg.), Alexander Sand (Hrsg.), Münchener theologisches Wörterbuch zum Neuen Testament, Patmos, Düsseldorf 1997, ISBN 978-3-491-77014-0.
- (Hrsg.) mit Hans-Winfried Jüngling und Reinhold Sebott. "Den Armen eine frohe Botschaft". Festschrift für Bischof Franz Kamphaus zum 65. Geburtstag, Knecht, Frankfurt am Main 1997, ISBN 978-3-7820-0751-1.
- (Hrsg.), Personenlexikon zum Neuen Testament, Patmos, Düsseldorf 2004, ISBN 978-3-491-70378-0.
- (Hrsg.), Abschied vom Gott der Theologen. Zum Gedenken an Joseph Wittig (1879–1949) – fünfzig Jahre nach seinem Tod. Dokumentationen, J. Hainz, Kelkheim-Eppenhain 2000.
- (Hrsg.), Heilung aus der Begegnung. Hans Trüb und die Psychotherapie. Dokumentation eines Symposions, Königstein, 15./16. März 2002, J. Hainz, Eppenhain, 2003
- (Hrsg.), Personenlexikon zum Neuen Testament, Patmos, Düsseldorf 2004, ISBN 978-3-491-70378-0.
- (Hrsg.), Collegium Biblicum München e.V. (Hrsg.), Unterwegs mit Paulus. Otto Kuss zum 100. Geburtstag, Pustet, Regensburg 2006, ISBN 978-3-7917-2000-5. (Enthält eine Bibliographie zu Otto Kuss S. 290–294)